# Christian Drewsen

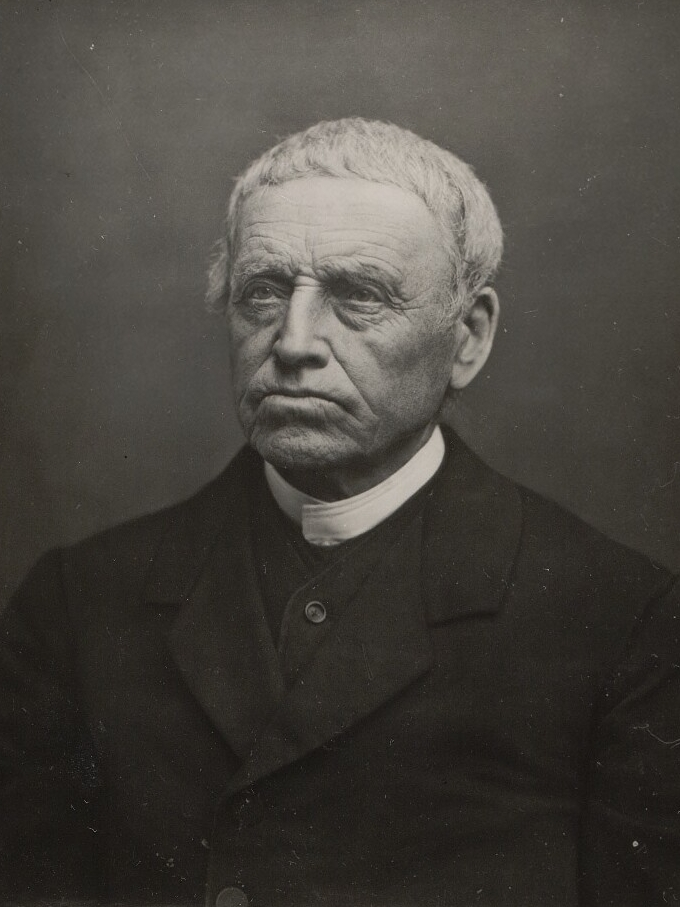
Christian Drewsen

Christian Drewsen, född 30 augusti 1799 på Strandmøllen vid Köpenhamn, död 2 juni 1896 i Köpenhamn, var en dansk industriman och biolog; son till Johan Christian Drewsen.
Efter att som ung ha varit faderns medhjälpare i hans papperfabrik blev Drewsen 1840 tillsammans med sin yngre bror, Michael Drewsen, faderns kompanjon i firman Drewsen & Sønner; men 1844 övertog de självständigt Strandmøllen och utvidgade 1854 genom köp av Ørholm och Nymølle. 
De ägde också tillsammans den av Michael Drewsen 1844 i Silkeborg grundade pappersfabriken; men från 1 januari 1865 ordnade de förhållandena på så sätt, att den sistnämnda fabriken tillföll Michael Drewsen, medan Christian Drewsen blev ensamägare av Strandmøllen, Ørholm och Nymølle, vars drift han fortsatte under den gamla firman (Drewsen & Sønner), tills de i mars 1889 övergick till Aktieselskabet De forenede Papirfabrikker. 
Vid sidan av sin verksamhet som industriman ägnade Drewsen sig även åt naturvetenskapen. Som samlare och författare av flera artiklar bidrog han till kunskapen om den danska insektsfaunan; sin stora insektssamling skänkte han till Köpenhamns universitets zoologiska museum.

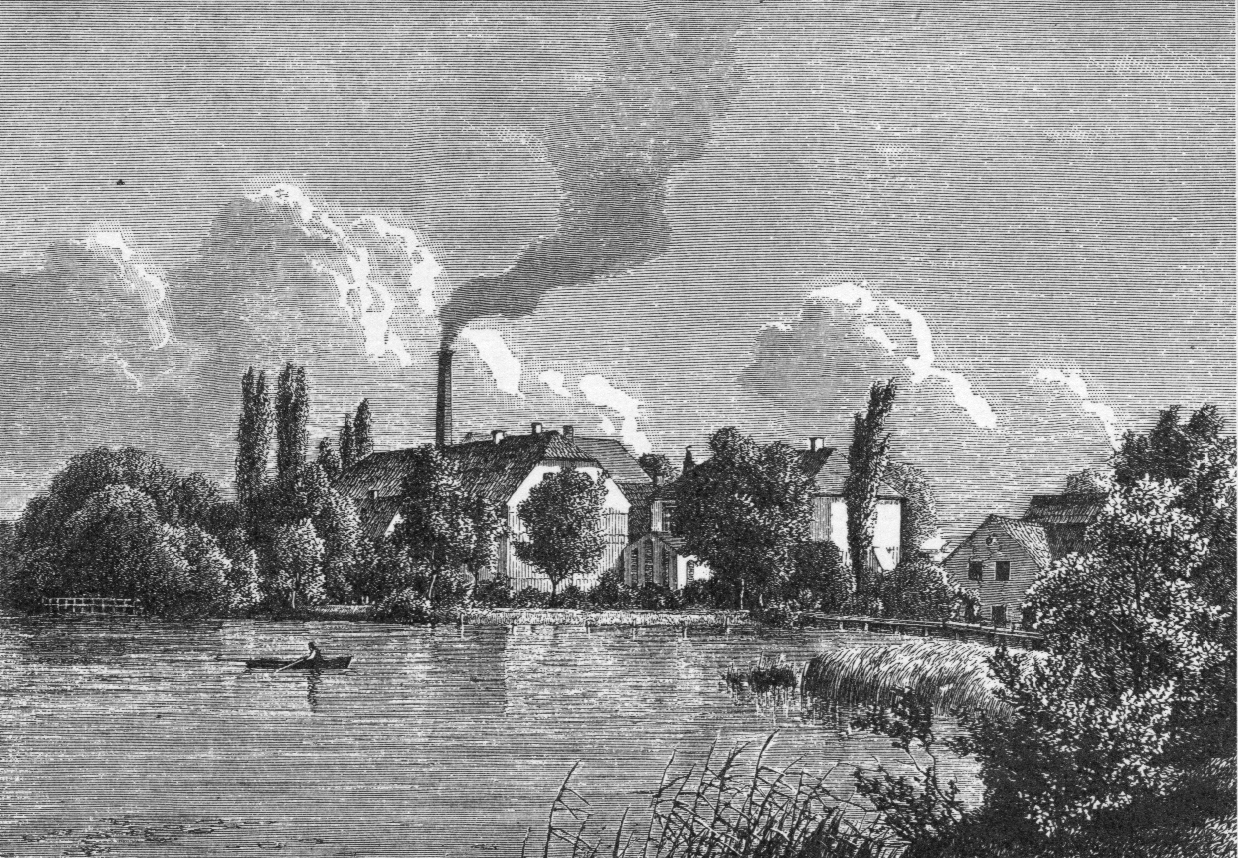
Strandmøllen 1868